# رابرت استون
رابرت استون (انگلیسی: Robert Stone; ۱۶ ژانویهٔ ۱۸۹۰ – ۲۷ ژوئن ۱۹۷۴) فرد نظامی اهل بریتانیا بود. وی برندهٔ جوایزی همچون صلیب نظامی و نشان حمام شده‌است.
استون در سن ۱۲ سالگی به آفریقای جنوبی سفر کرد، در اوایل سال ۱۹۰۲ در گروه سواره نظام ناحیه‌ای، آلیوال شمالی، ثبت نام کرد و به عنوان سرباز عادی در جنگ دوم بوئر جنگید.
استون که متعاقباً در کالج ولینگتون تحصیل کرد، در دسامبر ۱۹۰۹ به مهندسان سلطنتی پیوست. او در جنگ جهانی اول در فرانسه خدمت کرد و بعداً به عنوان سرتیپ تیپ ۳۲ پیاده نظام خدمت کرد.
پس از ماندن در ارتش در دوره بین دو جنگ، از سال ۱۹۲۳ تا ۱۹۲۴ در کالج ستاد، کامبرلی، تحصیل کرد و در سال ۱۹۳۰ به عنوان افسر ستاد کل در وزارت جنگ، در سال ۱۹۳۴ به عنوان فرمانده مهندسان سلطنتی برای ناحیه دکن در هند و در سال ۱۹۳۵ به عنوان وابسته نظامی در رم منصوب شد. او در سال ۱۹۳۸ به عنوان دستیار فرمانده و رئیس ستاد در سودان خدمت کرد.
استون همچنین در جنگ جهانی دوم خدمت کرد، ابتدا به عنوان رئیس هیئت اعزامی بریتانیا به ارتش مصر و سپس، از سال ۱۹۴۲ به عنوان افسر کل، فرماندهی نیروهای بریتانیایی در مصر را بر عهده داشت. در این سمت، او مجبور بود در طول کودتایی که منجر به نخست وزیری احمد پاشا در سال ۱۹۴۴ و همچنین شورش‌های بعدی در ارتش مصر شد، کنترل اوضاع را حفظ کند.
او در سال ۱۹۴۷ بازنشسته شد.